# سواتی یان ناد مالشی
سواتی یان ناد مالشی (به لاتین: Svatý Jan nad Malší) یک منطقهٔ مسکونی در جمهوری چک است که در شهرستان چسکه بودیوویتسه واقع شده‌است. سواتی یان ناد مالشی ۱۲٫۷۶ کیلومتر مربع مساحت و ۴۸۸ نفر جمعیت دارد و ۶۱۴ متر بالاتر از سطح دریا واقع شده‌است.